# Hartburn, Durham
Hartburn är en stadsdel i Stockton-on-Tees, i distriktet Stockton-on-Tees, i grevskapet Durham, i England. East Hartburn var en civil parish från 1866 till 1913 då den blev en del av Stockton on Tees och Elton. Civil parish hade 618 invånare år 1911.